# Wind Telecomunicazioni

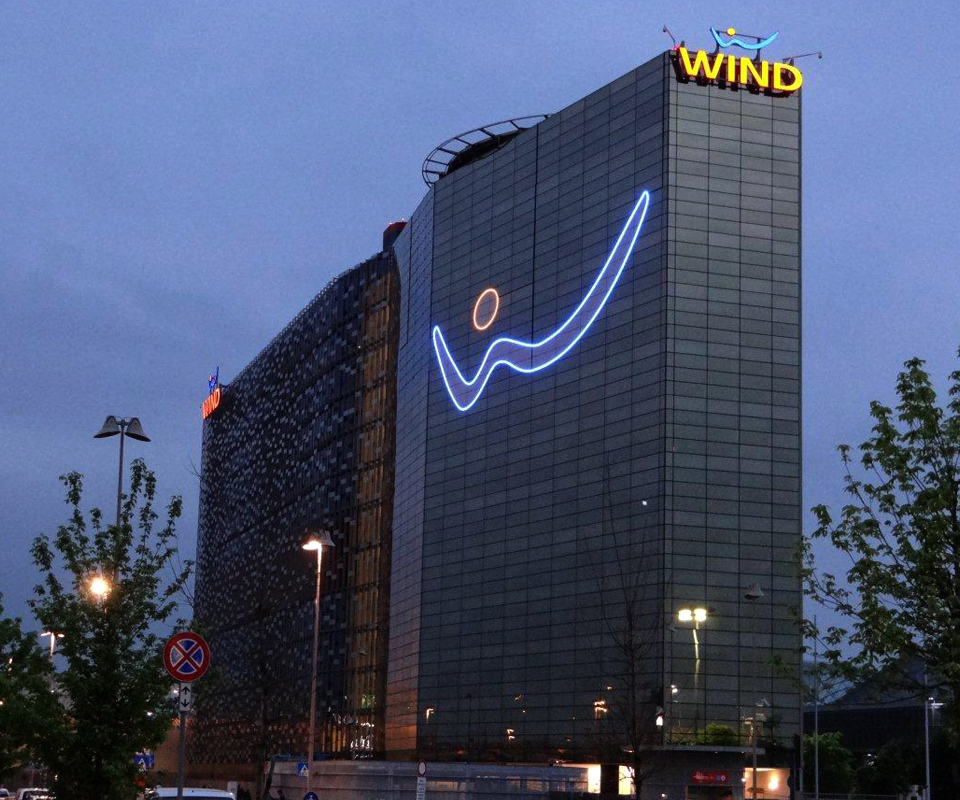
Hauptsitz von Wind in Rho

Wind Telecomunicazioni S.p.A. war ein italienisches Telekommunikationsunternehmen mit Sitz in Rom und Rho, Italien. Wind bot Festnetz, Mobilfunk, Internet und Kabelfernsehen über IPTV. Wind Telecomunicazioni hatte kurz vor der Fusion circa 21,3 Mio. Mobilfunkkunden sowie 2,8 Mio. Festnetzkunden. Am 31. Dezember 2016 fusionierte das Unternehmen zusammen mit 3 Italia zu Wind Tre, Wind blieb dabei als Marke bestehen.
Im Bereich Festnetztelefonie und Breitbandinternet wurde als Marke Infostrada für Einzelpersonen und kleinere Unternehmen benutzt, während Wind für mittlere und große Unternehmen Anwendung fand.

## Geschichte
Im Dezember 1997 wurde die Wind Telecomunicazioni durch den italienischen Energieversorger Enel (51 Prozent), sowie 49 Prozent von France Télécom und Deutsche Telekom gegründet. Im Dezember 1998 wurde Festnetztelefonie für Unternehmen angeboten. Im Jahre 1999 kamen mobile Dienste, Internet-Services und das Portal inwind hinzu. Ende 1999 hatte Wind Telecomunicazioni über zwei Millionen Kunden.
Im Juli 2000 verkaufte die Deutsche Telekom 18,9 Prozent an France Telecom und 5,6 Prozent an Enel. Im Oktober 2000 wurde Infostrada übernommen. Danach hielt ENEL 73,4 Prozent und France Telecom 26,6 Prozent der Anteile. Im Januar 2001 erhielt Wind eine von fünf UMTS Lizenzen in Italien.
Im März 2003 übernahm Enel die restlichen 26,6 Prozent der Anteile von der France Telecom und wurde damit alleiniger Anteilseigner.
Wind Telecomunicazioni hatte Mitte 2003 bereits über 30 Millionen Kunden im Festnetz-, Mobilfunk und Internet-Bereich. Im Jahre 2004 wurde Delta S.p.A., ein italienischer Systemanbieter, übernommen.
Im Juni 2003 wurde Wind durch ein Abkommen mit NTT DoCoMo exklusiver i-mode-Anbieter für vier Jahre. Außerdem war Wind Hauptsponsor des italienischen Erstligavereins AS Rom.
Im März 2005 kündigte der italienische Energieversorger Enel an, einen Anteil von 62,7 Prozent der Wind Telecomunicazioni für 3 Milliarden  Euro an das Unternehmen Weather Investments verkaufen zu wollen. Die Übernahme wurde am 11. August 2005 vollzogen.
Im Februar 2006 wurden weitere 6,3 Prozent von Enel an Weather Investments übertragen. Ende Nov. 2006 wurden die restlichen 26,1 Prozent für 2 Milliarden Euro von Enel an Weather Investments übertragen.
Weather Investments gehörte zu 50 Prozent plus eine Aktie zur Orascom Telecom Holding (OTH) des ägyptischen Geschäftsmannes Naguib Sawiris. 2010 verkaufte er Wind Telecomunicazioni an die russische VimpelCom.
Am 6. August 2015 wurde die Fusion zwischen 3 Italia und Wind Telecomunicazioni bekannt gegeben, die am 31. Dezember 2016 stattfand und Wind Tre hervorbrachte. Die Marke Wind wurde im Zuge der Fusion Anfang März 2020 durch Wind Tre ersetzt.

## Netzinfrastruktur
- Im GSM-Netz wurden mit 14.845 Basisstationen 99,9 % abgedeckt
- Im UMTS-Netz wurden mit 13.855 Basisstationen 98,50 % der Bevölkerung abgedeckt, 97 % mit HSPA: bis zu 21 Mbit/s und 64,8 % mit HSPA+: bis zu 42 Mbit/s.
- Im LTE-Netz wurden mit ca. 2.202 Basisstationen 58 % abgedeckt.
- Nokia, Ericsson und Huawei als Zulieferer.
- Über 497 Roaming-Partner, in 219 Ländern, davon 8 mit LTE.
- Direkten Zugang zur ADSL Abdeckung (ULL und Virtual ULL) 1.520 Standorten.
- Wind betrieb ein ca. 22.300 km langes ADSL Netz und ein ca. 5.091 km langes Glasfasernetz.